# Округ Хамфриз (Мисисипи)
Хамфриз (енгл. Humphreys County) је округ у америчкој савезној држави Мисисипи.

## Демографија
По попису из 2010. године број становника је 9.375, што је 1.831 (-16,3%) становника мање него 2000. године.
| Група             | 2000.         | 2010.         |
| Белци             | 3.006 (26,8%) | 2.133 (22,8%) |
| Афроамериканци    | 8.013 (71,5%) | 6.987 (74,5%) |
| Азијати           | 30 (0,3%)     | 20 (0,2%)     |
| Хиспаноамериканци | 168 (1,5%)    | 202 (2,2%)    |
| Укупно            | 11.206        | 9.375         |